# João Resende
João Pedro Moreira Resende (Fafe, 26 de marzo de 2003) es un futbolista portugués que juega como delantero en el C. F. Estrela da Amadora de la Primeira Liga.

## Selección nacional
Ha representado a Portugal a nivel internacional juvenil.

## Estadísticas

### Clubes
Actualizado al último partido disputado el 22 de enero de 2023.
| Club                       | Div.          | Temporada     | Liga  | Liga  | Copas nacionales | Copas nacionales | Copas internacionales | Copas internacionales | Total | Total |
| Club                       | Div.          | Temporada     | Part. | Goles | Part.            | Goles            | Part.                 | Goles                 | Part. | Goles |
| -------------------------- | ------------- | ------------- | ----- | ----- | ---------------- | ---------------- | --------------------- | --------------------- | ----- | ----- |
| S. L. Benfica "B" Portugal | 2.ª           | 2021-22       | 8     | 2     | —                | —                | —                     | —                     | 8     | 2     |
| S. L. Benfica "B" Portugal | 2.ª           | 2022-23       | 12    | 1     | —                | —                | —                     | —                     | 12    | 1     |
| S. L. Benfica "B" Portugal | Total club    | Total club    | 20    | 3     | 0                | 0                | 0                     | 0                     | 20    | 3     |
| Total carrera              | Total carrera | Total carrera | 20    | 3     | 0                | 0                | 0                     | 0                     | 20    | 3     |